# Gambier
Gambier je priimek več oseb:
- Michael Denman Gambier-Parry, britanski general
- Richard Gambier-Parry, britanski general